# 李章寧
李 章寧（イ・ジャンニョン、朝鮮語: 이장녕、1881年旧暦5月20日 - 1932年陽暦1月24日）は韓国の独立活動家。
李 長栄とも言って、雅名は白于、本貫は延安李氏。

## 生涯
忠清南道天安出身。大韓民国臨時政府主席を勤めた李東寧は又従兄弟になる。
1902年大韓帝国陸軍武官学校3期卒業、1903年3月25日に陸軍参尉任官。同年、副尉として服務した。1907年に大日本帝国が軍隊を解散して旧大韓帝国の軍人は皇室の親衛隊に編入されると、1907年11月20日に中国へ亡命、奉天省柳河縣三源堡へとたどり着いた。李相竜と李会栄兄弟、金東三、李東寧などが後に従って亡命し、彼らとともに新興講習所を設立して教官を務めながら武装独立活動家を養成した。
1919年に三・一運動以後徐一、羅仲昭、李範奭、金佐鎮らとともに大韓正義団を設立、軍政部参謀長を引き受ける。この機関が8月7日に大韓軍政府、12月に北路軍政署に拡大改編された時も参謀長を務めた。青山里戦闘で勝利をおさめた北路軍政署は1920年に大韓独立軍など他の独立軍と連合して大韓独立軍団を組織したが、この時参謀総長に任命された。
大韓独立軍団はロシア領内に移動したが、1921年に自由市惨変で独立活動家が多数死亡し、徐一が自決する事件が発生する。また中国に帰って来て独立運動団体統合のために吉林で全満統一会議準備会会長を引き受けて臣民府を組織した。1930年に金佐鎮暗殺以後洪震の韓国独立党監察委員長に任命され、党軍韓国独立軍も組織した。
1932年に日本の指示を受けたと推定される中国人馬賊団に家族ともろとも殺害された。
1963年に建国勲章独立章を受勲した。息子李義復も建国勲章を授与された独立活動家である。

## 参考サイト
- ko:틀:독립유공자
- 연안이씨 홈페이지, 이장녕(李章寧) 공적비문